# Cololejeunea subsphaeroidea
Cololejeunea subsphaeroidea är en bladmossart som först beskrevs av Rudolf Mathias Schuster, och fick sitt nu gällande namn av Tamás Pócs. Cololejeunea subsphaeroidea ingår i släktet Cololejeunea och familjen Lejeuneaceae. Inga underarter finns listade i Catalogue of Life.